# Anarquia é o que os Estados fazem dela
"Anarquia é o que os Estados fazem dela: A construção Social dos Poderes Políticos" é um artigo de jornal escrito por Alexander Wendt publicado na International Organization em 1992 que descreve uma abordagem construtivista nas teorias de relações internacionais.
Wendt argumenta que a anarquia não é algo natural no sistema internacional, como outras escolas de teorias de relações internacionais mostram, mas sim é um construto dos Estado-nações do sistema. No centro do pensamento construtivista está a ideia de que muitos aspectos centrais das relações internacionais são socialmente construídos (sua forma surge dos processos de práticas sociais e da interação), ao invés de serem herdados, contrário as premissas do neorealismo e do neoliberalismo. Os teóricos dessa corrente tentam explicar que o sistema internacional, assim como os Estados, são criações artificiais, que só existem como uma consciência intersubjetiva entre as pessoas.
De acordo com Wendt, os dois princípios básicos do construtivismo são:
- As estruturas de associação humana são determinadas por ideias compartilhadas ao invés de forças materiais.
- As identidades e interesses dos atores propositais são construídas pelas ideias em comum e não algo natural.

O sentimento construtivista é resumido no seguinte extrato do artigo: "Eu argumento que a auto-ajuda e a política de poder não seguem de forma lógica ou causal a anarquia e que se hoje nós nos encontrarmos em um mundo de auto-ajuda, isto é devido ao processo, não a estrutura. Não existe uma "lógica" da anarquia além das práticas que criam e espelham uma estrutura de identidades e interesses ao invés de uma outra; estrutura não tem substância nem poderes causais separadamente do processo. A auto-ajuda e a política de poder são instituições, não características essenciais, da anarquia. A anarquia é o que os Estados fazem dela".